# Mordella niasensis
Mordella niasensis es una especie de coleóptero de la familia Mordellidae.

## Distribución geográfica
Habita en Nias (Indonesia).